# Référendum constitutionnel syrien de 2012

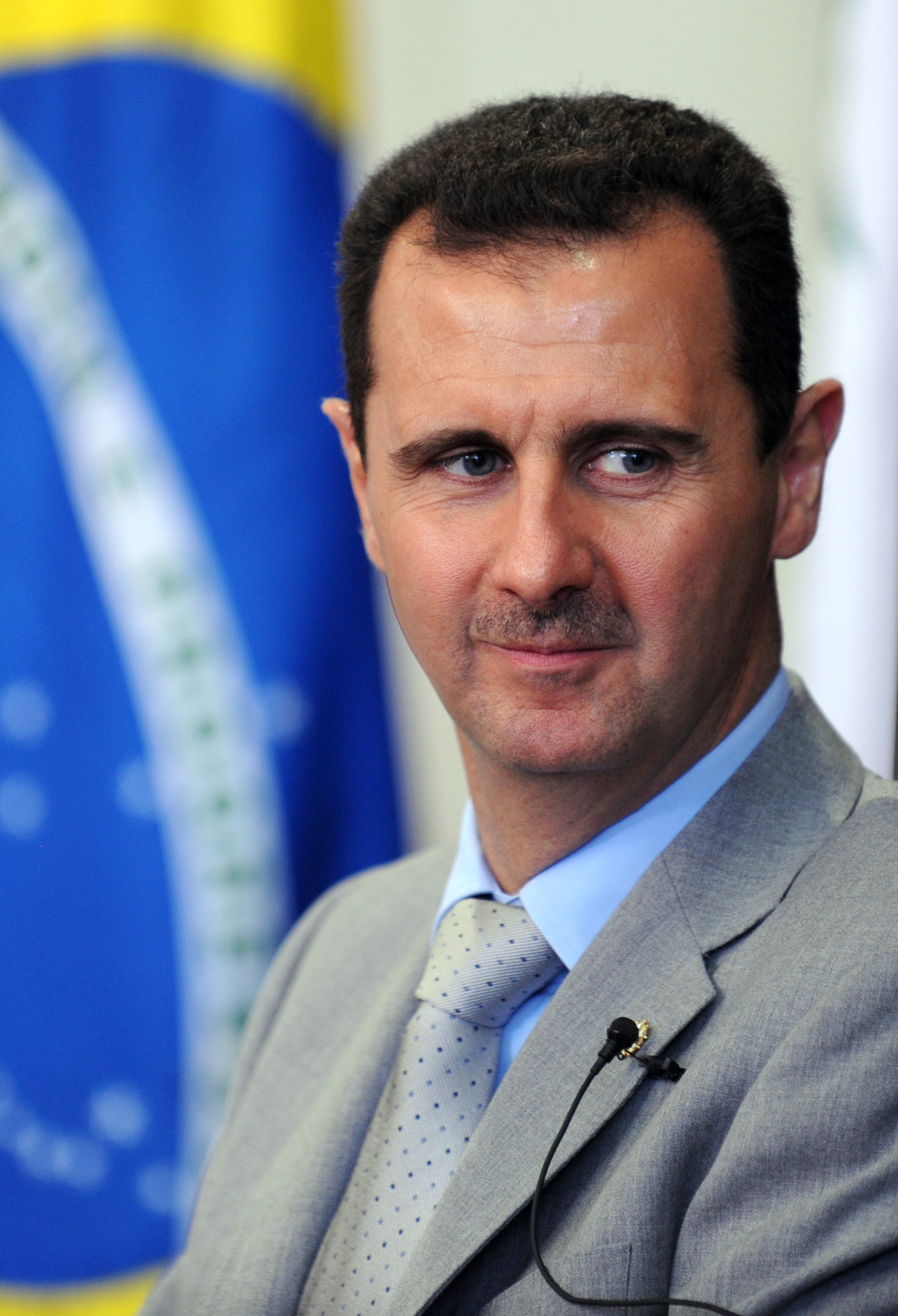
Bashar Al Assad

Le référendum constitutionnel syrien de 2012 est un référendum qui s'est déroulé le 26 février 2012 en Syrie, durant la guerre civile syrienne. Malgré les contestations dans le pays et la question de la tenue de ce scrutin en pleine crise, 8,37 millions de votants soit 57,4 % du corps électoral ont officiellement participé au vote et 89,4 % des votants ont approuvé le changement de la Constitution du pays malgré les prérogatives réservées au chef de l'État.
Ce scrutin est dénoncé comme illégal et illégitime par l'opposition syrienne et plusieurs pays.

## Contenu
Article 8 de la constitution syrienne (février 2012) :
1 - Le régime politique de l'État repose sur le principe du pluralisme politique. Le pouvoir s'exerce démocratiquement par voie de vote.
2 - Les partis politiques autorisés, ainsi que les formations électorales, participent à la vie politique nationale. Ils doivent respecter les principes de la souveraineté nationale et de la démocratie.
3 - La loi définit les dispositions et les procédures relatives à la création des partis politiques.
4 - Il n'est pas permis d'entreprendre une activité politique ou de créer un parti ou une formation politique sur une base religieuse, confessionnelle tribale, régionale, sociale, professionnelle ni sur une base discriminatoire selon le sexe, l'origine, la race ou la couleur.
5 - Il n'est pas permis d'utiliser la fonction publique ni l'argent public à des fins politiques, partisanes ou électorales.

## Critiques
La tenue du référendum est dénoncée comme illégitime, et la constitution en elle-même, selon le Réseau syrien pour les droits humains, contrevient aux principes de séparation des pouvoirs. Les opposants syriens démocrates dénoncent ce scrutin et appellent à le boycotter alors que les bombes pleuvent sur les quartiers tenue par l'opposition et les pays occidentaux, les États-Unis le qualifient de « plaisanterie ».
Le scrutin n'a pas pu être surveillé par des observateurs étrangers. Il s'est déroulé sous la pression des services de renseignements dans les quartiers tenus par le régime syrien.